# La Bastide-de-Besplas
La Bastide-de-Besplas is een gemeente in het Franse departement Ariège (regio Occitanie) en telt 357 inwoners (2004). De plaats maakt deel uit van het arrondissement Pamiers.

## Geografie
De oppervlakte van La Bastide-de-Besplas bedraagt 10,1 km², de bevolkingsdichtheid is 35,3 inwoners per km².
De onderstaande kaart toont de ligging van La Bastide-de-Besplas met de belangrijkste infrastructuur en aangrenzende gemeenten.

## Demografie
Onderstaande figuur toont het verloop van het inwonertal (bron: INSEE-tellingen).

Vanwege een beveiligingsprobleem met de MediaWiki Graph-software is het momenteel niet mogelijk deze grafiek weer te geven. Zodra de software is bijgewerkt zal de grafiek vanzelf weer zichtbaar worden.